# Saint-Thurien, Finistère
Saint-Thurien (tiếng Breton: Sant-Turian) là một xã của tỉnh Finistère, thuộc vùng Bretagne, miền tây bắc Pháp.

## Dân số
Người dân ở Saint-Thurien được gọi là Thuriennois.